# Jay Buckey
Jay Clark Buckey (* 6. června 1956 New York, stát New York, Spojené státy) je americký lékař, kosmonaut a politik, který byl jednou na palubě raketoplánu ve vesmíru.

## Život
Po základní a střední škole absolvoval vysokoškolské studium na Cornell University v Ilhaca (stát New York). Doktorát medicíny složil v roce 1981. Pak nastoupil roční praxi do nemocnice New York Hospital, Westchester. Odtud se dostal na školu v Dallasu na Dallas Soutwestern Medical School, kde pracoval do roku 1995, tedy 14 let. V období let 1995-1996 pracoval v Lebanonu na Dartmouth-Hitchcock Medical Center ve státě New Hampshire.
V roce 1996 odjel do Houstonu, kde se podrobil kosmonautickému výcviku u NASA. V roce 1998 absolvoval let do vesmíru, po němž se vrátil do Lebanonu jako ředitel fakulty a zůstal zde do roku 2004. V roce 2008 kandidoval v senátních volbách za Demokratickou stranu v New Hampshire.
Doktor Buckey je ženatý, jeho žena Sarah se jmenovala za svobodna Mastersová.

## Let do vesmíru
V roce 1998 se zúčastnil patnáctidenní mise STS-90 na palubě raketoplánu Columbia a stal se tak 377. kosmonautem světa. Mise byla katalogizována v COSPAR pod označením 1998-022A Sedmičlenná posádka se věnovala práci v laboratoři Neurolab, což byla upravená verze Spacelabu pro potřeby lékařů. Mise byla zdařilá. Start i cíl byl na Floridě, na kosmodromu Mysu Canaveral (USA, stát Florida).
- STS-90 Columbia start 17. duben 1998, přistání 3. květen 1998